# Lijst van voetbalinterlands Jemen - Saoedi-Arabië
Deze lijst van voetbalinterlands is een overzicht van alle officiële voetbalwedstrijden tussen de nationale teams van (Noord-)Jemen en Saoedi-Arabië. De landen speelden tot op heden 22 keer tegen elkaar. De eerste ontmoeting, een vriendschappelijke wedstrijd, werd gespeeld in Rabat (Marokko) op 5 augustus 1985. Het laatste duel, een groepswedstrijd tijdens de Golf Cup of Nations 2024, vond plaats op 25 december 2024 in Koeweit.

## Wedstrijden
| №  | Plaats      | Datum             | Competitie                 | Wedstrijd                   | Uitslag |
| -- | ----------- | ----------------- | -------------------------- | --------------------------- | ------- |
| 1  | Rabat       | 5 augustus 1985   | Vriendschappelijk          | Saoedi-Arabië − Noord-Jemen | 2 − 0   |
| 2  | Sanaa       | 20 maart 1989     | WK 1990 kwalificatie       | Noord-Jemen − Saoedi-Arabië | 0 − 1   |
| 3  | Djedda      | 5 april 1989      | WK 1990 kwalificatie       | Saoedi-Arabië − Noord-Jemen | 1 − 0   |
| 4  | Riyad       | 28 januari 1996   | Azië Cup 1996 kwalificatie | Saoedi-Arabië − Jemen       | 4 − 0   |
| 5  | Riyad       | 4 februari 1996   | Azië Cup 1996 kwalificatie | Jemen − Saoedi-Arabië       | 0 − 1   |
| 6  | Koeweit     | 26 december 2002  | Arab Nations Cup 2002      | Jemen − Saoedi-Arabië       | 2 − 2   |
| 7  | Djedda      | 6 oktober 2003    | Azië Cup 2004 kwalificatie | Saoedi-Arabië − Jemen       | 7 − 0   |
| 8  | Djedda      | 13 oktober 2003   | Azië Cup 2004 kwalificatie | Jemen − Saoedi-Arabië       | 1 − 3   |
| 9  | Koeweit     | 8 januari 2004    | Golf Cup of Nations 2003   | Jemen − Saoedi-Arabië       | 0 − 2   |
| 10 | Doha        | 14 december 2004  | Golf Cup of Nations 2004   | Saoedi-Arabië − Jemen       | 2 − 0   |
| 11 | Sanaa       | 22 februari 2006  | Azië Cup 2007 kwalificatie | Jemen − Saoedi-Arabië       | 0 − 4   |
| 12 | Djedda      | 11 oktober 2006   | Azië Cup 2007 kwalificatie | Saoedi-Arabië − Jemen       | 5 − 0   |
| 13 | Muscat      | 8 januari 2009    | Golf Cup of Nations 2009   | Saoedi-Arabië − Jemen       | 6 − 0   |
| 14 | Aden        | 22 november 2010  | Golf Cup of Nations 2010   | Jemen − Saoedi-Arabië       | 0 − 4   |
| 15 | Farwaniya   | 12 december 2012  | West-Azië Cup 2012         | Jemen − Saoedi-Arabië       | 0 − 1   |
| 16 | Madinat Isa | 9 januari 2013    | Golf Cup of Nations 2013   | Jemen − Saoedi-Arabië       | 0 − 2   |
| 17 | Riyad       | 19 november 2014  | Golf Cup of Nations 2014   | Saoedi-Arabië − Jemen       | 1 − 0   |
| 18 | Dammam      | 16 november 2018  | Vriendschappelijk          | Saoedi-Arabië − Jemen       | 1 − 0   |
| 19 | Riffa       | 10 september 2019 | WK 2022 kwalificatie       | Jemen – Saoedi-Arabië       | 2 – 2   |
| 20 | Riyad       | 5 juni 2021       | WK 2022 kwalificatie       | Saoedi-Arabië − Jemen       | 3 − 0   |
| 21 | Basra       | 6 januari 2023    | Golf Cup of Nations 2023   | Jemen − Saoedi-Arabië       | 0 − 2   |
| 22 | Koeweit     | 25 december 2024  | Golf Cup of Nations 2024   | Jemen − Saoedi-Arabië       | 2 − 3   |

## Samenvatting
| Competitie            | Totaal gespeeld | Winst Jemen | Gelijk | Winst Saoedi-Arabië | Doelsaldo Jemen – Saoedi-Arabië |
| --------------------- | --------------- | ----------- | ------ | ------------------- | ------------------------------- |
| WK-kwalificatie       | 4               | 0           | 1      | 3                   | 2 − 7                           |
| Azië Cup-kwalificatie | 6               | 0           | 0      | 6                   | 1 − 24                          |
| Arab Nations Cup      | 1               | 0           | 1      | 0                   | 2 − 2                           |
| Golf Cup of Nations   | 8               | 0           | 0      | 8                   | 2 − 22                          |
| West-Azië Cup         | 1               | 0           | 0      | 1                   | 0 − 1                           |
| Vriendschappelijk     | 2               | 0           | 0      | 2                   | 0 − 3                           |
| Totaal                | 22              | 0           | 2      | 20                  | 7 − 59                          |